# Sølvpoppel
Sølvpoppel (Populus alba), også skrevet Sølv-Poppel, er et op til 30 meter højt træ, der i Danmark vokser almindeligt f.eks langs veje og i læhegn.

## Beskrivelse
Sølvpoppel er et stort, løvfældende træ med en afrundet, bred og åben krone. Stammen er ofte kort, forvredet og skæv. Barken er først hvidfiltet, så bliver den olivengrøn, og til sidst er den lysegrå og furet på langs. Knopperne sidder spredt, og de er ægformede, spidse og rødbrune med et hvidt filtlag.
Bladene er meget forskelligartede. På langskud er de for det meste 3-5 lappede, mens de er mere ovale på kortskud. Bladranden er groft tandet, oversiden er mørkegrøn, og undersiden er hvidfiltet. Høstfarven er gul. Blomstringen sker i april-maj. Træerne er særbo, og både hunlige og hanlige individer bærer blomsterne i gulgrønne rakler. Frugterne er nødder med lang frøhale.
Rodnettet bestemmes i udpræget grad af voksestedet. På jorde med høj grundvandsstand er rodnettet højtliggende og fladt. På veldrænede jorde er det derimod dybtgående. Velgødet jord giver et rodnet, som har ringe udbredelse, mens det er meget vidtrækkende på næringsfattige jordtyper. Træet har en markant evne til at danne rodskud og nye rødder fra stamme eller grene i jordkontakt.
Højde x bredde og årlig tilvækst: 30 x 18 m (50 x 40 cm/år).

## Voksested
Arten er udbredt i Sydeuropa, Nordafrika og Lilleasien, hvor den følger flodløb og floddale på fugtig og næringsrig bund.
I Danmark er den almindelig i hele landet langs veje, i krat, læhegn og i udkanten af skove.
Arten tilhører plantesamfundet Alno-Ulmion og i Podalens oprindelige skove findes den sammen med bl.a. hvidpil, rødel, smalbladet ask, småbladet elm, sortpoppel og stilkeg.
| Portal | Portal:Botanik |

## Note
1. ↑  www.worldwildlife.org: WWF: Po Basin mixed forests